# Hubert Wallace
Hubert Alfred Wallace (* 3. März 1899 in Vancouver; † 3. Juli 1984 in Oak Bay) war ein kanadischer Segler.

## Erfolge
Hubert Wallace, der für den Royal Vancouver Yacht Club segelte, gewann 1932 in Los Angeles bei den Olympischen Spielen in der 8-Meter-Klasse die Silbermedaille. Er war Crewmitglied des von Skipper Ronald Maitland angeführten Bootes Santa Maria, das sämtliche vier Wettfahrten auf dem zweiten Platz und damit hinter dem einzigen anderen Boot, der Angelita von Skipper Owen Churchill aus den Vereinigten Staaten, beendete. Neben Wallace gehörten außerdem Peter Gordon, George Gyles, Ernest Cribb und Harry Jones zur Crew der Santa Maria.
1972 ernannte ihn der Royal Vancouver Yacht Club zum Ehrenmitglied auf Lebenszeit. Aufgrund seines Interesses an der Luftfahrt war er auch Mitglied im Aero Club of British Columbia. Wallace arbeitete im Burrard Dry Dock seines Vaters.